# Чистополь
Чи́стополь (тат. Чистай) — город (с 1781 года) в Республике Татарстан России. Административный центр Чистопольского района и городского поселения город Чистополь.
Распоряжением Правительства РФ от 29 июля 2014 года № 1398-р «Об утверждении перечня моногородов» город включён в категорию «Монопрофильные муниципальные образования Российской Федерации (моногорода), в которых имеются риски ухудшения социально-экономического положения».
С 1942 года — город республиканского значения.

## Этимология
Село Чистое Поле в 1781 году преобразовано в город, центр Чистопольского уезда, после чего название постепенно приобретает форму Чистополь, хотя в списке городов Казанской губернии 1866 года фигурирует ещё как Чистополь (Чистое Поле). В XX веке форма Чистополь окончательно закрепляется.

## География
Город расположен на левом берегу реки Кама (Куйбышевское водохранилище), в 100 км к юго-востоку от Казани.
Узел пересечения автодорог Р239 «Казань — Оренбург», Чистополь — Нижнекамск, Чистополь — Нурлат. Имеется объездная дорога вне города.
Расстояние до ближайших населённых пунктов
Трасса Р239:
- Казань 134,98 км
- Алексеевское 32 км (мост через Каму)
- Альметьевск 141,2 км
- Бугульма 179 км
- Оренбург 586 км

Прочие дороги:
- Нижнекамск 107 км
- Нурлат 123 км
- Набережные Челны 141 км

## История
Первые упоминания о селе Чистое Поле появляются в летописях в конце XVII — нач. XVIII века. Но это уже вторично образовавшееся поселение, о чём свидетельствует само название.
Существует несколько версий по поводу основания села. Наиболее распространённая из них заключалась в том, что первопоселенцами были волжские татары и беглые крепостные крестьяне, старавшиеся создать собственное вольное поселение. Однако в начале XVIII века они были выселены, а село сожжено и на его месте осталось лишь чистое поле. Уцелевшие и избежавшие ссылки крестьяне вновь стали отстраивать свои дома, к ним вскоре присоединились новые поселенцы, а название новое село получило в память о великом пожарище.
Поселение развивалось очень быстро, в 1761 году количество жителей, согласно переписи, насчитывало свыше 1000 человек.
В 1781 году указом Екатерины II селу Чистое Поле был присвоен статус уездного города Чистополя, с учреждением собственного герба.
В конце XIX века Чистополь — крупный центр торговли зерном. До 1917 года — второй по значению (после Казани) город Казанской губернии. В 1920—1930 годах был центром Чистопольского кантона. 10 апреля 1942 года получил статус города республиканского подчинения.
В годы Великой Отечественной войны Чистополь стал приютом для членов Союза писателей СССР, в числе которых были Борис Пастернак, Леонид Леонов, Михаил Максимов.
В эвакуации во время войны в городе жили:
- Асеев, Николай Николаевич — советский поэт, жил в городе в 1941—1943 годах;
- Исаковский, Михаил Васильевич — советский поэт, жил в городе в 1941—1943 годах;
- Пастернак, Борис Леонидович — советский писатель, жил в городе в 1941—1943 годах;
- Тарковский, Арсений Александрович — советский поэт, переводчик, жил в городе в 1941 году;
- Фадеев, Александр Александрович — советский писатель, прозаик, жил в городе в 1941—1942 годах;
- Федин, Константин Александрович — советский писатель, журналист, жил в городе в 1941—1943 годах;
- Цветаева, Марина Ивановна — советская поэтесса, пробыла в Чистополе в эвакуации 25 и 26 августа 1941 года[9]. Написала заявление о предоставлении ей места судомойки в ещё не открытой столовой Литфонда[9][10]. Покинула город[11], вернувшись в Елабугу, где покончила с собой;
- Ахматова, Анна Андреевна — русская и советская поэтесса, пробыла в чистопольской эвакуации 10 дней.

С 8 мая 1952 года по 30 апреля 1953 года в рамках эксперимента по областному переустройству территориально-административного состава автономных республик РСФСР на основании постановлений ЦК ВКП(б) от 19 и 24 апреля 1952 года «Об образовании областей в составе Татарской АССР» была образована, а затем ликвидирована Чистопольская область, город Чистополь являлся областным центром.

## Население
| 1856    | 1897    | 1913    | 1926    | 1931    | 1939    | 1959    | 1967    | 1970    | 1973    | 1976    |
| ------- | ------- | ------- | ------- | ------- | ------- | ------- | ------- | ------- | ------- | ------- |
| 9900    | ↗20 100 | ↗30 800 | ↘18 000 | ↘15 400 | ↗32 000 | ↗51 864 | ↗61 000 | ↘60 005 | ↗63 000 | ↗64 000 |
| 1977    | 1979    | 1982    | 1986    | 1987    | 1989    | 1992    | 1996    | 1998    | 2000    | 2001    |
| ↗67 000 | ↘64 285 | ↗65 000 | →65 000 | →65 000 | ↗65 468 | ↗66 400 | ↗67 500 | ↘67 100 | ↘66 600 | ↘66 200 |
| 2002    | 2003    | 2004    | 2005    | 2006    | 2007    | 2008    | 2010    | 2011    | 2012    | 2013    |
| ↘63 029 | ↘63 000 | ↘62 500 | ↘61 742 | ↘61 528 | ↘61 252 | ↗61 300 | ↘60 755 | ↘60 752 | ↗60 818 | ↗60 985 |
| 2014    | 2015    | 2016    | 2017    | 2018    | 2019    | 2020    | 2021    |         |         |         |
| ↗61 092 | ↗61 110 | ↘60 949 | ↘60 564 | ↘60 172 | ↘59 816 | ↘59 446 | ↘58 815 |         |         |         |

На 1 января 2025 года по численности населения город находился на 277-м месте из 1124 городов Российской Федерации.
Национальный состав города
По итогам переписи 2010 года:
- русские — 62,2 % (в 1989 г. — 65,8 %),
- татары — 34,2 % (в 1989 г. — 30,2 %),
- чуваши — 2,1 % (в 1989 г. — 2,1 %).

## Чистопольская агломерация
Вдоль оси Чистополь — Алексеевское на территории Чистопольского и Алексеевского районов формируется Чистопольская агломерация, куда кроме города Чистополя входят также населённые пункты Чистопольского района: Чистопольские Выселки, Юлдуз и Луч и Алексеевского района: Лебяжье и Мокрые Курнали. Численность населения агломерации — около 83 тыс. чел. (2017).

## Геральдика
Подлинное описание исторического герба Чистополя, утверждённого 18 октября 1781 года, гласит: «Въ верхней части щита гербъ Казанскій. Въ нижней — золотой, клейменый четверикъ въ зеленомъ полѣ, въ знакъ того, что въ семъ новомъ городѣ производится великій торгъ всякимъ хлѣбомъ».

## Органы власти
С 17 октября 2014 года главой города стал Иванов Дмитрий Алексеевич.

## Культура

### Музеи
Чистопольский государственный историко-архитектурный и литературный музей-заповедник, в состав которого входят:
- Мемориальный музей Бориса Пастернака
- Музей истории города
- Литературно-мемориальный музей «Дом учителя»
- Музейно-выставочный комплекс
- Историко-мемориальный и этнографический комплекс Г. Исхаки (с. Кутлушкино)

### Памятники

Братская могила борцов за советскую власть в 1918 г.

- Мемориальный комплекс Победы в Великой Отечественной войне с аллеей памяти и вечным огнём
- Памятник борцам за установление советской власти в 1918 году
- Памятник труженикам тыла и детям войны

### Культурные и спортивные центры
- Дворец культуры
- Дом культуры «Строитель»
- Молодёжный центр
- Ледовый дворец
- ДЮСШ «Батыр»
- СК «Лидер»

### Сады
- Скарятинский сад (отреставрированный в 2011 году центральный парк г. Чистополь)
- Мельничный парк (возведённый в 2011 году по улице 40 лет Победы)
- Сквер «Молодёжный» (реконструированный в 2015 году на ул. Молодёжная, напротив филиала КАИ «Восток»)[39]

## Образование
- Филиал (факультет) «Восток» Казанского национального исследовательского технического университета — КГТУ им. А. Н. Туполева[40]
- Филиал Института экономики, управления и права[41]
- Филиал Казанского (Приволжского) Федерального Университета (бывш. Камской государственной инженерно-экономической академии)
- Чистопольский сельскохозяйственный техникум имени Г. И. Усманова[тат.]
- Медицинское училище
- Детская музыкальная школа
- Детская художественная школа
- Множество средних школ и других учебных заведений.

## Медицина
Центральная районная больница. Первая больница в Чистополе была открыта в 1830 году.

## Экономика
Имеются крупные торговые сети, такие как «Магнит», «Пятёрочка», «Монетка», «Перекрёсток», гипермаркеты «Агат», «ДомоЦентр», «DNS», «Эльдорадо».
3аводы — часовой, судоремонтный, «Автоспецоборудование», авторемонтный; радиокомпания «Вектор», молочный комбинат, элеватор. Из предприятий транспортной отрасли выделяются ОАО «Транспортник» (грузовые перевозки) и ООО «ПАТП — 1» (пассажирские перевозки).
Объём отгруженных товаров собственного производства и выполненных работ и услуг собственными силами по обрабатывающим производствам за 2011 год составил 4,70 млрд рублей.
25 декабря 2017 года по указу премьер-министра России Дмитрия Медведева городу присвоили статус ТОСЭР.

## Средства массовой информации
Телевидение
В городе принимаются сигналы федеральных телеканалов: «Первый канал», «Россия 1» / ГТРК Татарстан, «НТВ», «ТНТ», «СТС», «ТВ Центр».
Радио
В городе вещают 5 радиостанций в FM диапазоне
| Частота МГц | Название         | RDS | Мощн., кВт | Телецентр |
| ----------- | ---------------- | --- | ---------- | --------- |
| 98,4        | (ПЛАН) Маруся FM | -   | 0,25       | ?         |
| 99,0        | Европа Плюс      | +   | 0,1        | ?         |
| 99,4        | Новое радио      | +   | 1,0        | ?         |
| 100,3       | Радио ENERGY     | -   | 0,45       | ?         |
| 103,0       | Болгар радиосы   | -   | 0,5        | РТС       |
| 106,5       | Ретро FM         | -   | 0,1        | ?         |

## Фильм о Чистополе
29 ноября 2017 года вышел документальный фильм Галины Долматовской «Чистополь. Из жизни малого города». Фильм впервые был показан в Центральном доме литераторов. Кроме того, фильм показывали на кинофестивале «Литература и кино» в Гатчине. На XIV фестивале мусульманского кино в Казани в сентябре 2018 года фильм победил в номинации «Лучший национальный фильм». Также фильм показывали во Франции на фестивалях «Неделя российского кино в Париже „Regards de Russie“» и «Фестиваль русского кино в Онфлёре».
Фильм снят студией «Ракурс» при поддержке Министерства культуры Российской Федерации.
В съёмках участвовали:
- Галина Долматовская — режиссёр, сценарист;
- Александр Зайцев — оператор;
- Дмитрий Шебалдин — оператор;
- Константин Шевелев — музыка;
- Алексей Матросов — продюсер.

## Климат
- Среднегодовая температура воздуха — 4,1 °C
- Относительная влажность воздуха — 69,8 %
- Средняя скорость ветра — 4,13 м/с

| Показатель                                   | Янв.  | Фев.  | Март | Апр. | Май  | Июнь | Июль | Авг. | Сен. | Окт. | Нояб. | Дек.  | Год |
| -------------------------------------------- | ----- | ----- | ---- | ---- | ---- | ---- | ---- | ---- | ---- | ---- | ----- | ----- | --- |
| Средняя температура, °C                      | −10,9 | −10,9 | −5,8 | 4,5  | 13,4 | 18,5 | 20,3 | 17,7 | 12,1 | 4,4  | −4,8  | −10,1 | 4,1 |
| Источник: Республика Татарстан - Метеоданные |       |       |      |      |      |      |      |      |      |      |       |       |     |

## Достопримечательности

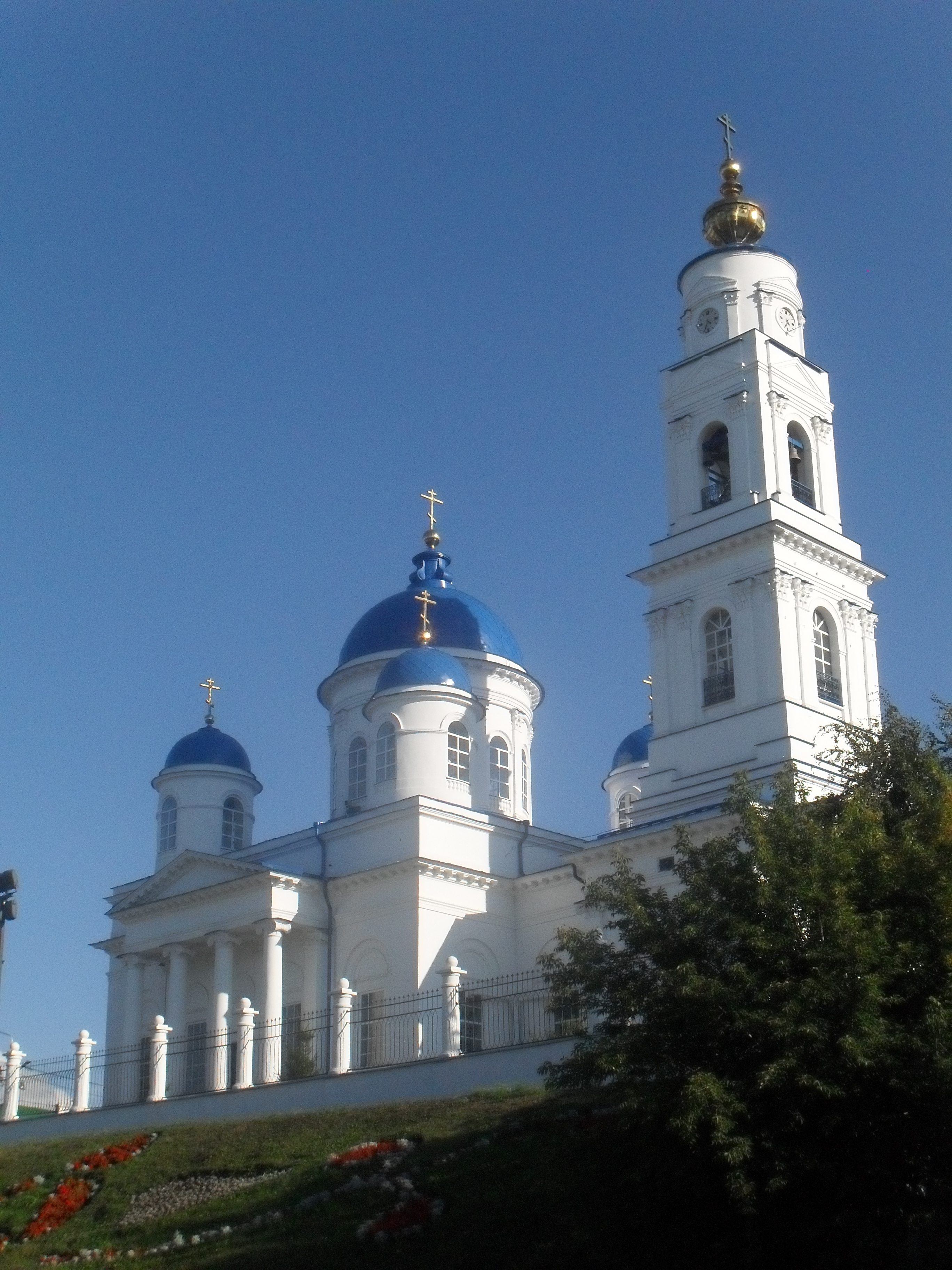
Никольский собор
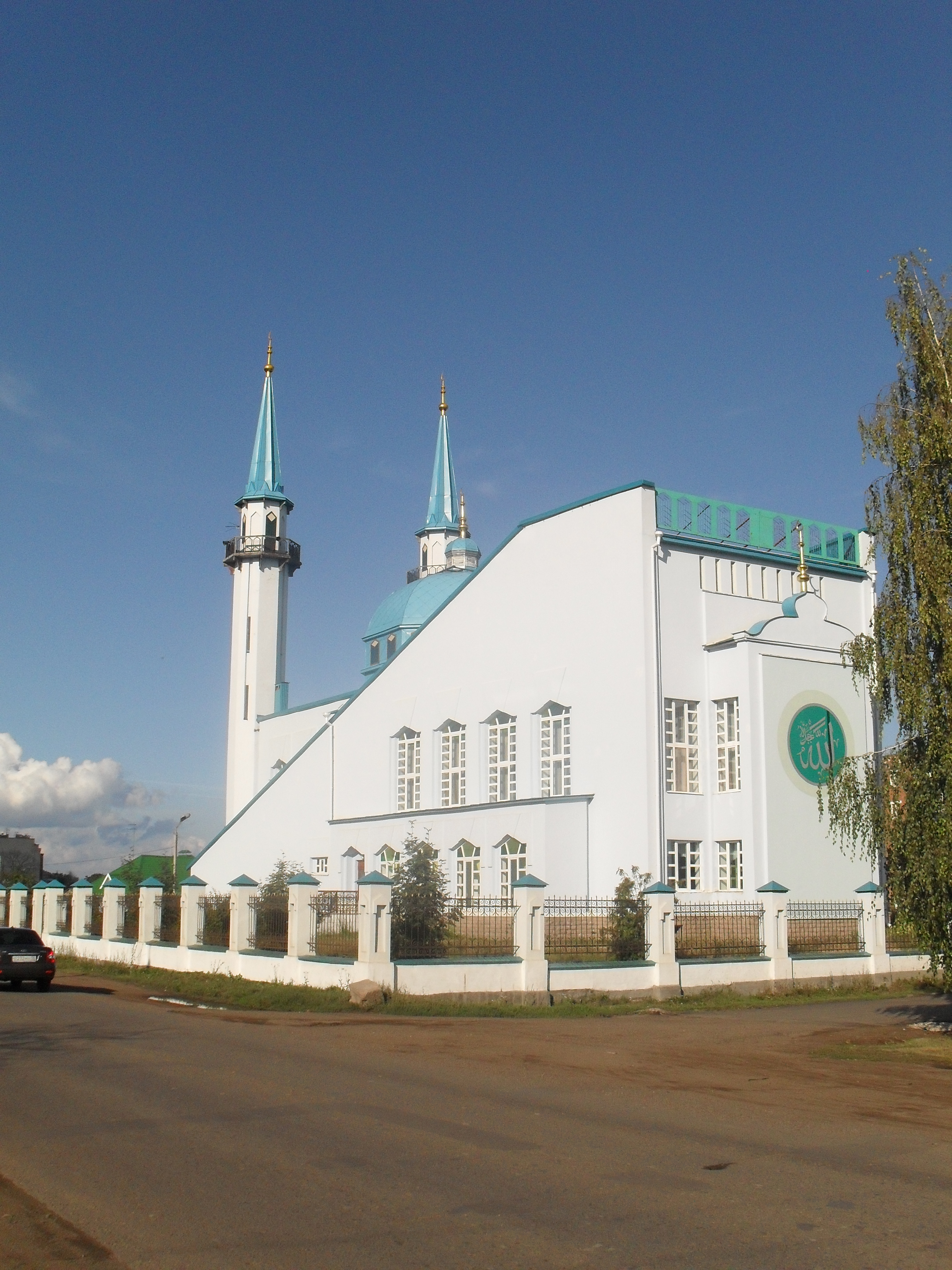
Мечеть «Иман»
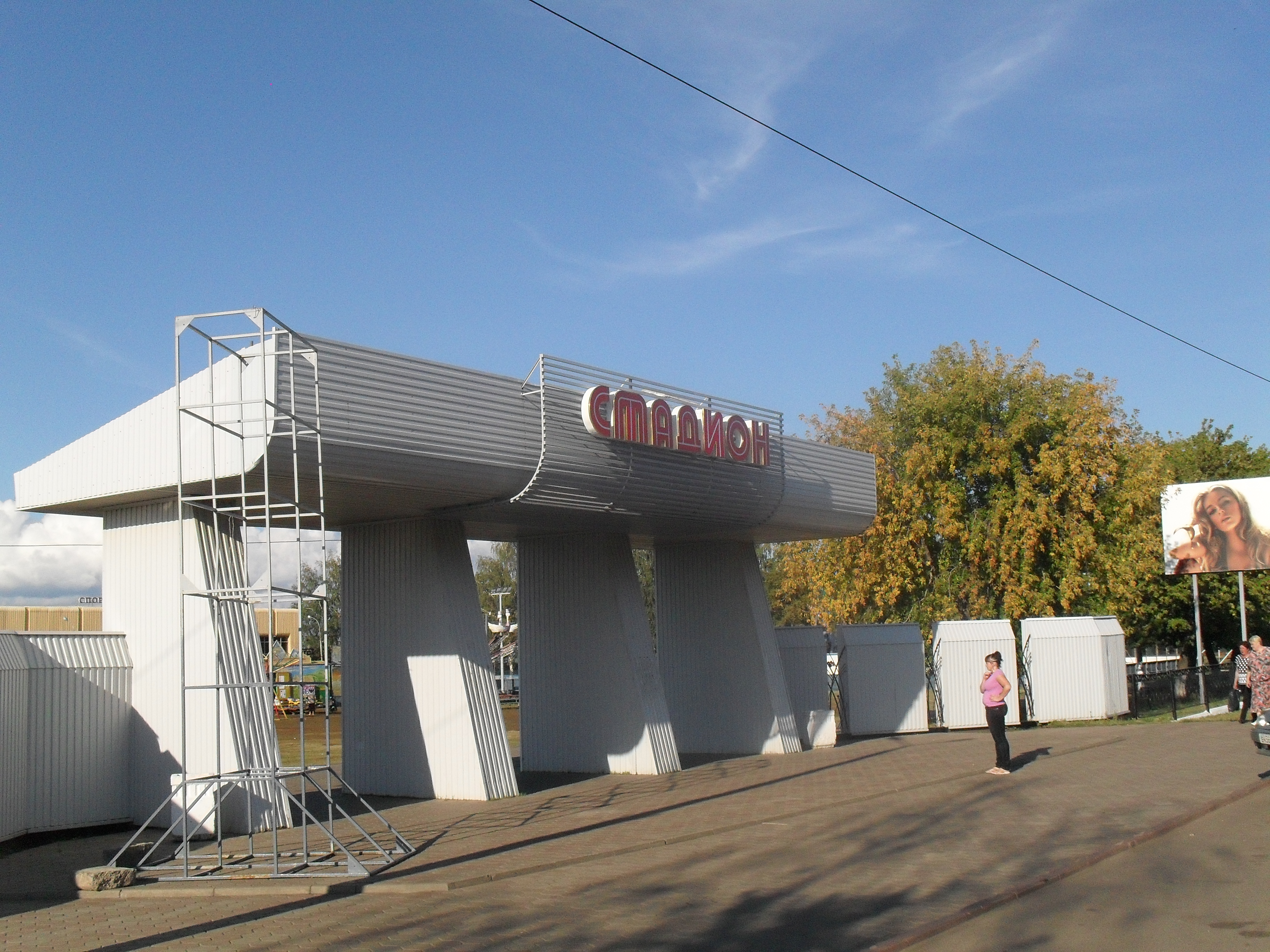
Чистопольский стадион
Мемориальный комплекс с вечным огнём
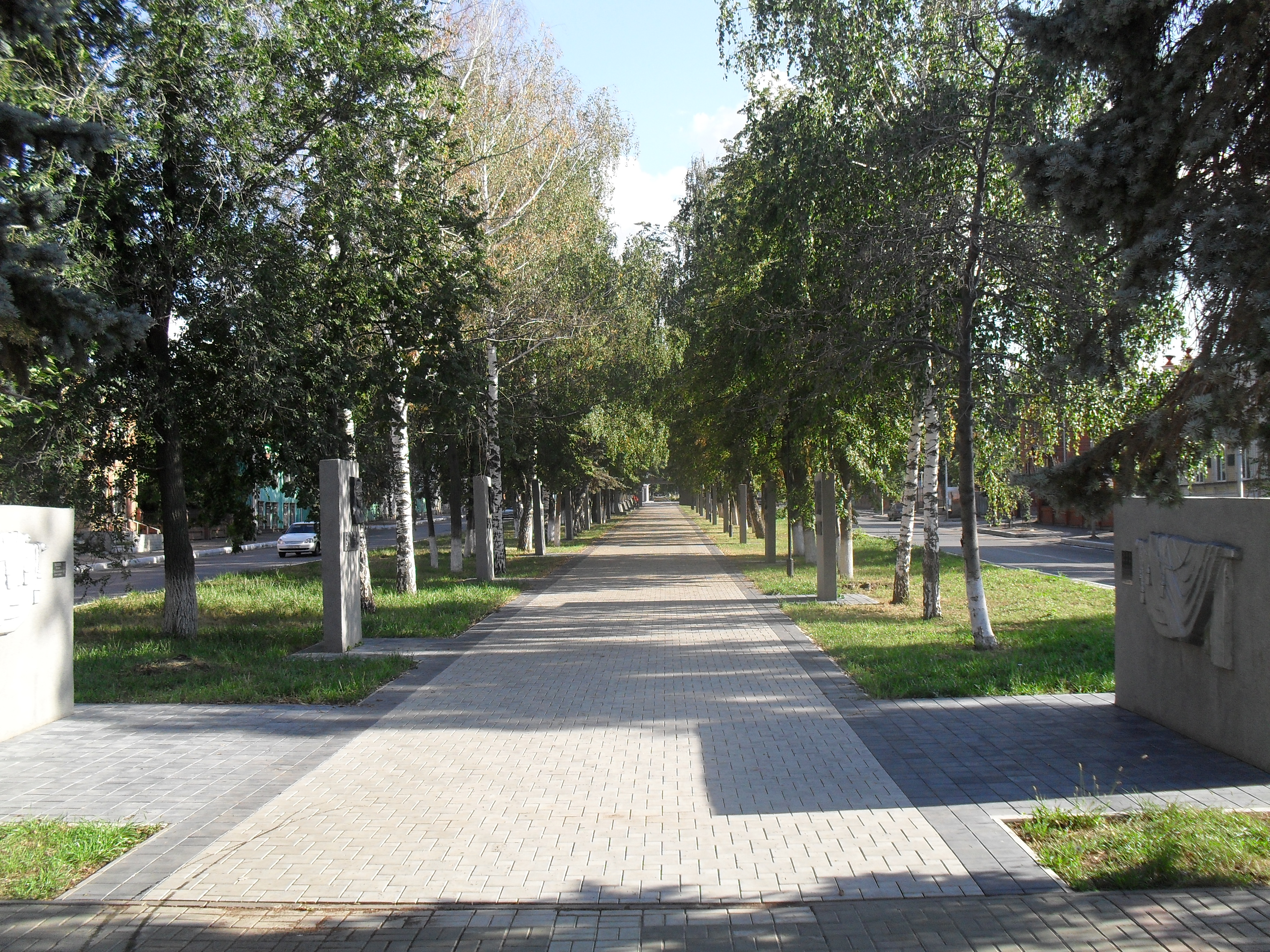
Аллея памяти
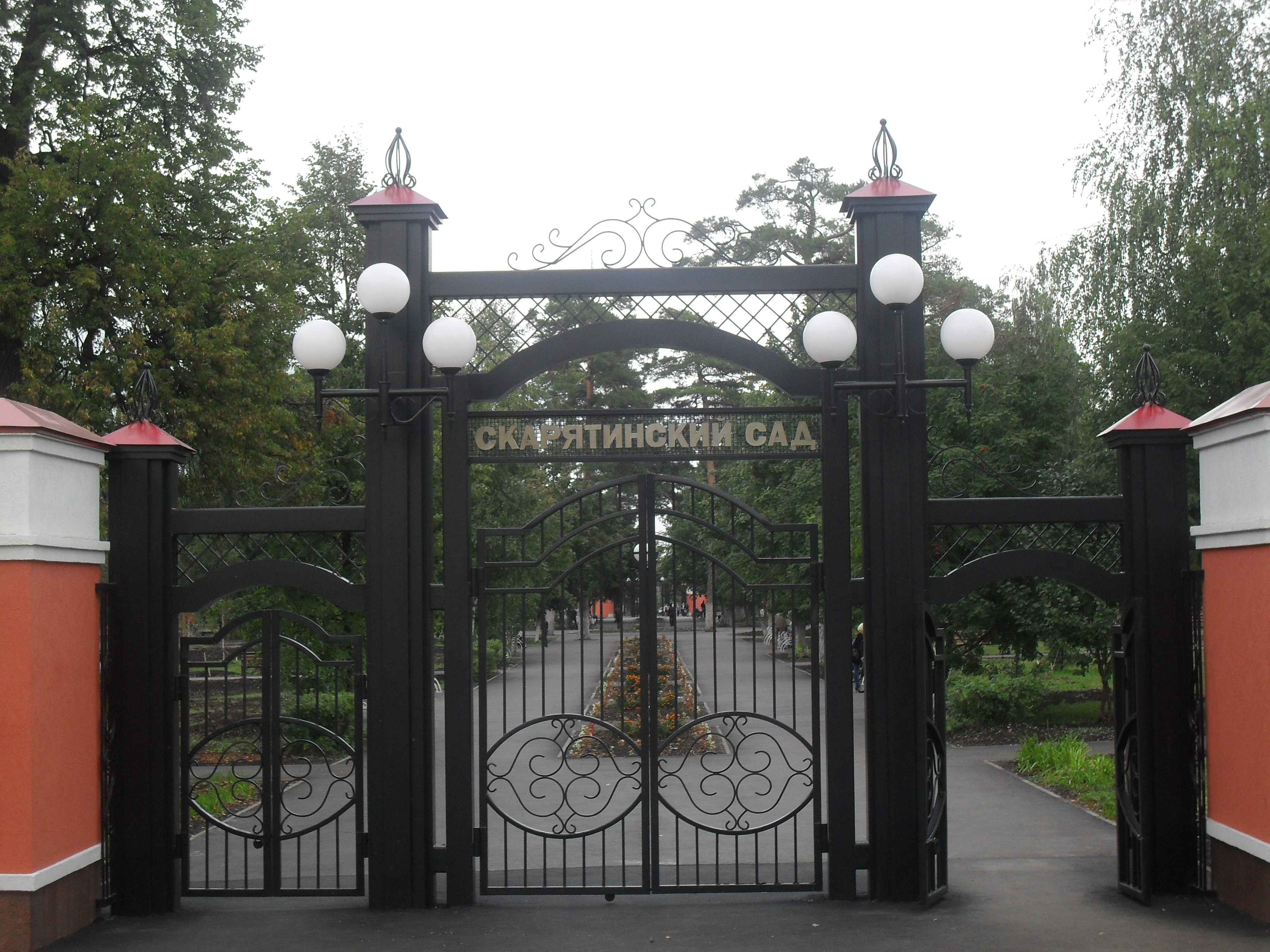
Скарятинский сад
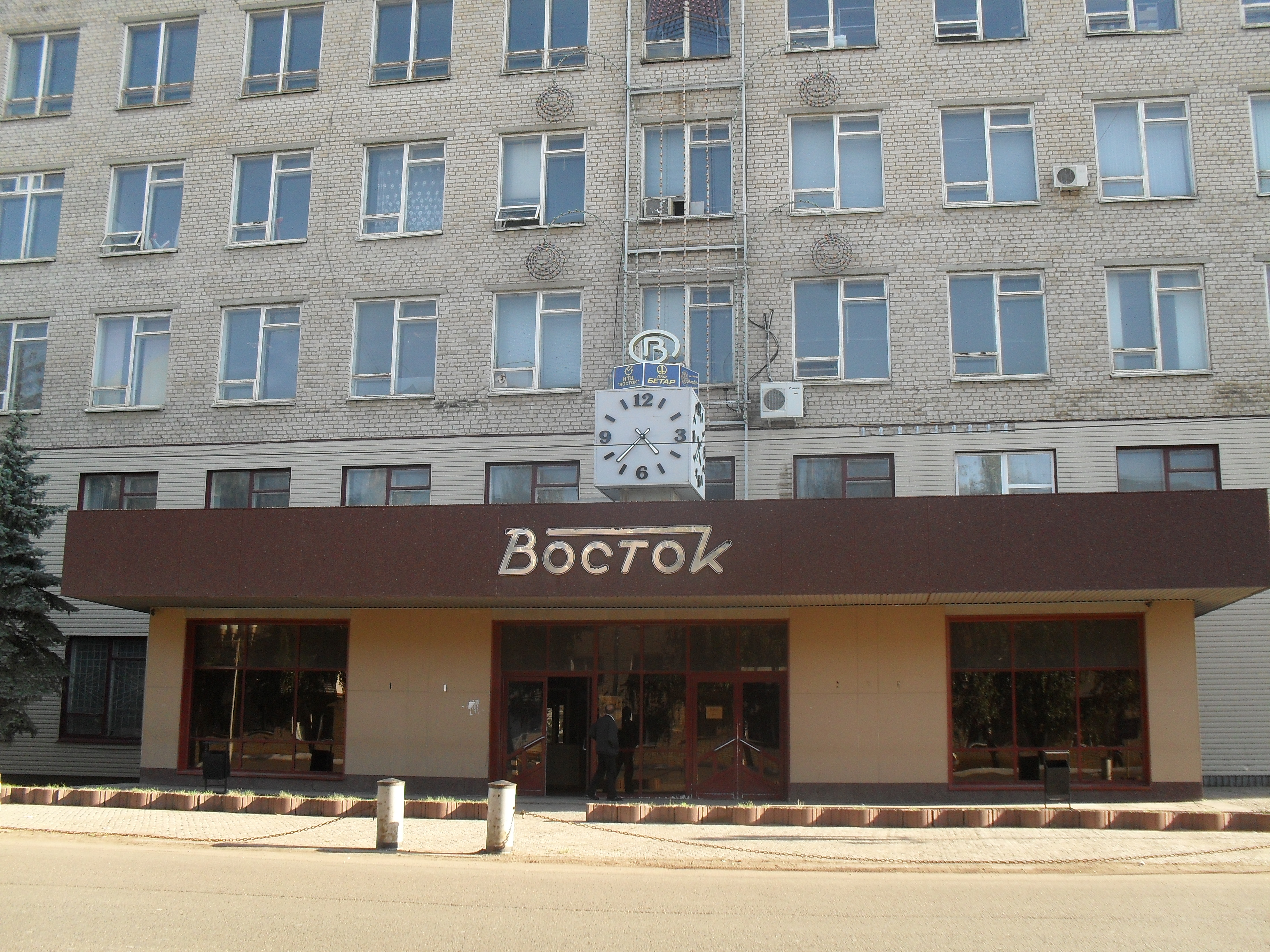
ЧЧЗ «Восток»

- Бывшее здание горисполкома.
- Водонапорная башня
- Дворец бракосочетания.
- Дом Мельникова.
- Центральное здание Сбербанка.

## Чистопольская тюрьма
- Марченко, Анатолий Тихонович — диссидент, умер в Чистополе в 1986 году
- Огурцов, Игорь Вячеславович — основатель ВСХСОН, отбывал наказание в Чистопольской тюрьме.
- Щаранский, Натан Борисович — министр внутренних дел Израиля, был в заключении в Чистопольской тюрьме
- Мейланов, Вазиф Сиражутдинович — советский диссидент, писатель, политзаключённый[46].

## Религия
Русская православная церковь
- Никольский кафедральный собор
- Храм Казанской иконы Божией Матери
- Храм иконы Божией Матери «Умиление»

Ислам
- Первая Соборная Мечеть г. Чистополь (мечеть «Нур»)
- Исламский центр (бывш. мечеть «Мунир»)
- Мечеть Иман
- Мечеть Анас
- Мечеть Ихлас
- Мечеть Энилэр

## Названные в честь города
- Чистопольская улица (Казань)
- Чистопольская улица (Москва)
- Чистопольская улица (Нижнекамск)